# Ruder-Weltmeisterschaften 1987
Die Ruder-Weltmeisterschaften 1987 wurden auf dem Bagsværd-See nahe Kopenhagen, Dänemark unter dem Regelwerk des Weltruderverbandes (FISA) ausgetragen. In 21 Bootsklassen wurden dabei Ruder-Weltmeister ermittelt. Die Finals fanden am 29. und 30. August 1987 statt.

## Ergebnisse
Hier sind die Medaillengewinner aus den A-Finals aufgelistet. Diese waren mit sechs Booten besetzt, die sich über Vor- und Hoffnungsläufe sowie Halbfinals für das Finale qualifizieren mussten. Die Streckenlänge betrug in allen Läufen 2000 Meter.

### Männer
| Bootsklasse                                  | Gold | Gold    | Silber | Silber  | Bronze | Bronze  |
| -------------------------------------------- | --- | ------- | --- | ------- | --- | ------- |
| Einer (M1x)                                  | Deutsche Demokratische Republik Thomas Lange | 7:37,48 | BR Deutschland Peter-Michael Kolbe | 7:40,76 | Finnland Pertti Karppinen | 7:40,90 |
| Leichtgewichts-Einer (LM1x)                  | Belgien Wim van Belleghem | 8:06,10 | Kanada David Wright | 8:11,43 | Italien Ruggero Verroca | 8:13,80 |
| Doppelzweier (M2x)                           | Bulgarien Danail Jordanow Wassil Radew | 7:03,33 | BR Deutschland Andreas Schmelz Ralf Thienel | 7:06,33 | Deutsche Demokratische Republik Uwe Sägling Uwe Heppner | 7:06,83 |
| Leichtgewichts-Doppelzweier (LM2x)           | Italien Enrico Gandola Giovanni Calabrese | 7:40,38 | Frankreich Luc Crispon Thierry Renault | 7:40,68 | Vereinigtes Königreich Allan Whitwell Carl Smith | 7:52,58 |
| Doppelvierer (M4x)                           | Sowjetunion Walerij Dossenko Sergei Kinjakin Michail Iwanow Igor Kotko                                                                                  | 6:11,25 | Norwegen Vetle Vinje Lars Bjønness Rolf Thorsen Alf John Hansen | 6:13,02 | Kanada Doug Hamilton Robert Mills Paul Douma Melvin LaForme | 6:14,40 |
| Zweier ohne Steuermann (M2-)                 | Vereinigtes Königreich Andrew Holmes Steven Redgrave | 7:11,20 | Rumänien Dragoș Neagu Dănuț Dobre | 7:12,60 | Sowjetunion Juri Pimenow Nikolai Pimenow | 7:15,98 |
| Zweier mit Steuermann (M2+)                  | Italien Carmine Abbagnale Giuseppe Abbagnale Giuseppe Di Capua (Stm.)                                                                                   | 7:40,81 | Vereinigtes Königreich Andrew Holmes Steven Redgrave Patrick Sweeney (Stm.)                                                                                            | 7:42,88 | Rumänien Dimitrie Popescu Vasile Tomoiagă Marin Gheorghe (Stm.)                                                                                                  | 7:44,96 |
| Vierer ohne Steuermann (M4-)                 | Deutsche Demokratische Republik Jens Luedecke Thomas Greiner Ralf Brudel Olaf Förster                                                                   | 6:39,70 | Sowjetunion Weniamin But Sigitas Kučinskas Jonas Narmontas Andrei Wassiljew                                                                                            | 6:41,30 | Vereinigte Staaten Ted Swinford Daniel Lyons John Riley Robert Espeseth                                                                                          | 6:42,46 |
| Leichtgewichts-Vierer ohne Steuermann (LM4-) | BR Deutschland Thomas Palm Erik Ring Gerd Meyer Sebastian Franke                                                                                        | 6:42,14 | Vereinigtes Königreich Christopher Bates Peter Haining Neil Staite Stuart Forbes                                                                                       | 6:44,05 | Italien Franco Pantano Dario Longhin Nerio Gainotti Mauro Torta                                                                                                  | 6:46,10 |
| Vierer mit Steuermann (M4+)                  | Deutsche Demokratische Republik Frank Klawonn Bernd Eichwurzel Bernd Niesecke Karsten Schmeling Hendrik Reiher (Stm.)                                   | 6:41,74 | Sowjetunion Wiktor Omeljanowytsch Mykola Komarow Wassyl Romanyschyn Valentin Gerasimenko Hryhorij Dmytrenko (Stm.)                                                     | 6:45,17 | Italien Antonio Maurogiovanni Giovanni Suarez Renato Gaeta Giuseppe Carando Dino Lucchetta (Stm.)                                                                | 6:47,30 |
| Achter (M8+)                                 | Vereinigte Staaten Michael Teti Jon Smith Ted Patton Michael Still Peter Nordell Jeffrey McLaughlin Douglas Burden John Pescatore Seth Bauer (Stm.)     | 5:58,83 | Deutsche Demokratische Republik Mario Kliesch Dirk Rendant Thomas Bänsch Holger Rose Andreas Costrau Hans Sennewald Karsten Timm Karsten Schmeling Peter Thiede (Stm.) | 6:01,94 | Italien Ettore Bulgarelli Giuseppe Di Palo Antonio Baldacci Piero Carletto Giovanni Miccoli Alfredo Bollati Annibale Venier Franco Zucchi Paolo Trisciani (Stm.) | 6:03,61 |
| Leichtgewichts-Achter (LM8+)                 | Italien Maurizio Losi Alfredo Striani Vittorio Torcellan Massimo Lana Stefano Spremberg Carlo Gaddi Andrea Re Fabrizio Ravasi Sebastiano Zanetti (Stm.) | 6:30,04 | BR Deutschland Bernhard Stomporowski Björn Gehlsen Alwin Otten Harald Galster Detlef Glitsch Udo Hennig Andreas Hobler Wolfgang Birkner Torsten Kreis (Stm.)           | 6:36,59 | Vereinigte Staaten Scott Petry Seymour Danberg Chris Berl Samuel Schuffler Michael Morrison John Irvine Kevin Clair Edward Hewitt Michael O’Gorman (Stm.)        | 6:45,48 |

### Frauen
| Bootsklasse                                  | Gold | Gold    | Silber | Silber  | Bronze | Bronze  |
| -------------------------------------------- | --- | ------- | --- | ------- | --- | ------- |
| Einer (W1x)                                  | Bulgarien Magdalena Georgiewa | 8:59,26 | Deutsche Demokratische Republik Martina Schröter | 9:14,26 | Rumänien Mărioara Popescu | 9:20,29 |
| Leichtgewichts-Einer (LW1x)                  | Rumänien Maria Sava | 8:57,69 | Belgien Rita Defauw | 8:57,89 | Italien Francesca Bentivoglio | 9:05,58 |
| Doppelzweier (W2x)                           | Bulgarien Stefka Madina Violeta Ninowa | 7:47,89 | Rumänien Elisabeta Lipă Liliana Genes | 7:47,99 | Vereinigte Staaten Anne Marden Barbara Kirch | 7:51,42 |
| Leichtgewichts-Doppelzweier (LW2x)           | Kanada Janice Mason Heather Hattin | 8:36,60 | Belgien Lucia Focque Marie-Anne Vandermoere | 8:41,35 | Vereinigte Staaten Carey Sands-Marden Christine Ernst | 8:51,02 |
| Doppelvierer (W4x)                           | Deutsche Demokratische Republik Kerstin Pieloth Birgit Peter Jutta Behrendt Jana Sorgers                                                          | 6:58,42 | Bulgarien Pawlina Alexandrowa Krasimira Totschewa Galina Yahorowa Mariana Yankulova                                                                                      | 7:00,90 | Sowjetunion Switlana Masij Marina Schukowa Iryna Kalimbet Antonina Machina                                                                                               | 7:02,87 |
| Zweier ohne Steuerfrau (W2-)                 | Rumänien Rodica Arba Olga Homeghi | 8:00,73 | Deutsche Demokratische Republik Kathrin Haacker Ute Wild | 8:06,54 | Sowjetunion Marina Pegowa Nadeschda Sugako | 8:08,78 |
| Leichtgewichts-Vierer ohne Steuerfrau (LW4-) | Vereinigte Staaten Sandy Kendall Lindsay Burns Angela Herron Mandy Kowal                                                                          | 8:08,32 | BR Deutschland Evelyn Herwegh Kristiane Zimmer Sonja Petri Monika Wolf                                                                                                   | 8:08,66 | Volksrepublik China Dongling Yan Jun Long Hantao Luo Xiange Zhang | 8:13,81 |
| Vierer mit Steuerfrau (W4+)                  | Rumänien Valentina Virlan Marioara Trașcă Adriana Bazon Veronica Necula Ecaterina Oancia (Stf.)                                                   | 7:30,12 | Deutsche Demokratische Republik Birte Siech Gerlinde Doberschütz Carola Hornig Martina Walther Sylvia Müller (Stf.)                                                      | 7:34,09 | Bulgarien Manuela Lashilina Olja Stoitschkowa Marijana Stojanowa Daniela Oronowa Sofia Tzwetkowa (Stf.)                                                                  | 7:40,73 |
| Achter (W8+)                                 | Rumänien Valentina Virlan Marioara Trașcă Livia Țicanu Rodica Arba Adriana Bazon Veronica Necula Olga Homeghi Lucia Sauca Ecaterina Oancia (Stf.) | 6:55,61 | Vereinigte Staaten Anna Seaton Kristen Thorsness Christine Campbell Sarah Gengler Stephanie Maxwell-Pierson Susan Broome Abigail Peck Harriet Metcalf Betsy Beard (Stf.) | 6:57,27 | Sowjetunion Sarmīte Stone Lidija Awerjanowa Irina Teterina Jelena Makuschkina Olena Puchajewa Sarija Sakirowa Marina Suprun Olena Teroschyna Waljanzina Chochlawa (Stf.) | 7:03,25 |

## Medaillenspiegel
| Platz | Land                            | Gold | Silber | Bronze | Gesamt |
| ----- | ------------------------------- | ---- | ------ | ------ | ------ |
| 1     | Deutsche Demokratische Republik | 4    | 4      | 1      | 9      |
| 2     | Rumänien                        | 4    | 2      | 2      | 8      |
| 3     | Bulgarien                       | 3    | 1      | 1      | 5      |
| 4     | Italien                         | 3    |        | 5      | 8      |
| 5     | Vereinigte Staaten              | 2    | 1      | 4      | 7      |
| 6     | BR Deutschland                  | 1    | 4      |        | 5      |
| 7     | Sowjetunion                     | 1    | 2      | 4      | 7      |
| 8     | Vereinigtes Königreich          | 1    | 2      | 1      | 4      |
| 9     | Belgien                         | 1    | 2      |        | 3      |
| 10    | Kanada                          | 1    | 1      | 1      | 3      |
| 11    | Frankreich                      |      | 1      |        | 1      |
| 11    | Norwegen                        |      | 1      |        | 1      |
| 13    | Volksrepublik China             |      |        | 1      | 1      |
| 13    | Finnland                        |      |        | 1      | 1      |
| Summe | Summe                           | 21   | 21     | 21     | 63     |